# 742
Il 742 (DCCXLII in numeri romani) è un anno  dell'VIII secolo.

## Eventi

### Per luogo

#### Asia estrema
- Il poeta cinese Li Po viene presentato all'imperatore e gli viene concessa una posizione nella corte imperiale. (data approssimativa)
- L'Imperatore Xuanzong della dinastia Tang comincia a preferire il Taoismo al Buddhismo, adottando il nuovo titolo regnante di Tianbao ('Tesori Celesti') per sottolineare l'origine divina del suo mandato.

#### Africa
- Gli arabi sopprimono una rivolta dei Kharajiti e dei berberi.

#### Europa e Asia Minore
- Artavasde diventa imperatore bizantino fino alla irruzione nella capitale di Costantino V, che riguadagna il controllo e ripristina la iconoclastia.
- Liutprando, re dei longobardi, incorpora al suo regno i ducati indipendenti di Spoleto e Benevento.

### Per argomento

#### Demografia
- Nel Nuovo libro di Tang che include il censimento municipale della capitale cinese Chang'an e della sua area metropolitana nello Jingzhou Fu (che include i piccoli villaggi nei dintorni), si registra che in quest'anno vi erano 362.921 famiglie registrate, per un totale di 1.960.188 persone.
- In Cina, il numero totale di truppe arruolate nelle armate di Tang era salito a circa mezzo milione, grazie a misure previe assunte dall'imperatore Xuanzong.

#### Religione
- San Sturm ricostituisce l'abbazia di Fulda (forse 744).
- Dopo una vacanza della sede di 40 anni, Stefano diventa Patriarca Ortodosso di Antiochia, in seguito ad esortazioni del califfo omayyade Hisham ibn Abd al-Malik.
- Crodegango, cancelliere di Carlo Martello, viene nominato vescovo di Metz e si assume il compito di riorganizzare la chiesa cristiana dei Franchi.

## Nati
- 2 aprile - Carlo Magno, sovrano franco († 814)
- 27 maggio - De Zong, imperatore cinese († 805)
- Trhisong Detsen, imperatore tibetano († 798)
- Oddone da Metz, architetto franco († 814)
- Tassilone III di Baviera, duca tedesco († 794)
- Ibrāhīm al-Mawșilī, musicista persiano († 804)

## Morti
- 14 febbraio - Teodoro I di Alessandria, arcivescovo cristiano orientale egiziano
- 12 aprile - Erchembodone di Thérouanne, vescovo irlandese
- Arifredo di Milano, arcivescovo italiano
- Godescalco di Benevento, politico e militare longobardo
- Balj ibn Bishr al-Qushayri
- Ibn Shihab al-Zuhri, giurista e storico arabo (n. 671)
- ʿAbd al-Malik ibn Qaṭan al-Fihrī

## Calendario
| Calendario 742 | Calendario 742 | Calendario 742 | Calendario 742 | Calendario 742 | Calendario 742 | Calendario 742 | Calendario 742 | Calendario 742 | Calendario 742 | Calendario 742 | Calendario 742 | Calendario 742 | Calendario 742 | Calendario 742 | Calendario 742 | Calendario 742 | Calendario 742 | Calendario 742 | Calendario 742 | Calendario 742 | Calendario 742 | Calendario 742 | Calendario 742 | Calendario 742 | Calendario 742 | Calendario 742 | Calendario 742 | Calendario 742 | Calendario 742 | Calendario 742 | Calendario 742 | Calendario 742 |
| -------------- | -------------- | -------------- | -------------- | -------------- | -------------- | -------------- | -------------- | -------------- | -------------- | -------------- | -------------- | -------------- | -------------- | -------------- | -------------- | -------------- | -------------- | -------------- | -------------- | -------------- | -------------- | -------------- | -------------- | -------------- | -------------- | -------------- | -------------- | -------------- | -------------- | -------------- | -------------- | -------------- |
|                | 1              | 2              | 3              | 4              | 5              | 6              | 7              | 8              | 9              | 10             | 11             | 12             | 13             | 14             | 15             | 16             | 17             | 18             | 19             | 20             | 21             | 22             | 23             | 24             | 25             | 26             | 27             | 28             | 29             | 30             | 31             |                |
| Gennaio        | Lu             | Ma             | Me             | Gi             | Ve             | Sa             | Do             | Lu             | Ma             | Me             | Gi             | Ve             | Sa             | Do             | Lu             | Ma             | Me             | Gi             | Ve             | Sa             | Do             | Lu             | Ma             | Me             | Gi             | Ve             | Sa             | Do             | Lu             | Ma             | Me             |                |
| Febbraio       | Gi             | Ve             | Sa             | Do             | Lu             | Ma             | Me             | Gi             | Ve             | Sa             | Do             | Lu             | Ma             | Me             | Gi             | Ve             | Sa             | Do             | Lu             | Ma             | Me             | Gi             | Ve             | Sa             | Do             | Lu             | Ma             | Me             |                |                |                |                |
| Marzo          | Gi             | Ve             | Sa             | Do             | Lu             | Ma             | Me             | Gi             | Ve             | Sa             | Do             | Lu             | Ma             | Me             | Gi             | Ve             | Sa             | Do             | Lu             | Ma             | Me             | Gi             | Ve             | Sa             | Do             | Lu             | Ma             | Me             | Gi             | Ve             | Sa             |                |
| Aprile         | Do             | Lu             | Ma             | Me             | Gi             | Ve             | Sa             | Do             | Lu             | Ma             | Me             | Gi             | Ve             | Sa             | Do             | Lu             | Ma             | Me             | Gi             | Ve             | Sa             | Do             | Lu             | Ma             | Me             | Gi             | Ve             | Sa             | Do             | Lu             |                |                |
| Maggio         | Ma             | Me             | Gi             | Ve             | Sa             | Do             | Lu             | Ma             | Me             | Gi             | Ve             | Sa             | Do             | Lu             | Ma             | Me             | Gi             | Ve             | Sa             | Do             | Lu             | Ma             | Me             | Gi             | Ve             | Sa             | Do             | Lu             | Ma             | Me             | Gi             |                |
| Giugno         | Ve             | Sa             | Do             | Lu             | Ma             | Me             | Gi             | Ve             | Sa             | Do             | Lu             | Ma             | Me             | Gi             | Ve             | Sa             | Do             | Lu             | Ma             | Me             | Gi             | Ve             | Sa             | Do             | Lu             | Ma             | Me             | Gi             | Ve             | Sa             |                |                |
| Luglio         | Do             | Lu             | Ma             | Me             | Gi             | Ve             | Sa             | Do             | Lu             | Ma             | Me             | Gi             | Ve             | Sa             | Do             | Lu             | Ma             | Me             | Gi             | Ve             | Sa             | Do             | Lu             | Ma             | Me             | Gi             | Ve             | Sa             | Do             | Lu             | Ma             |                |
| Agosto         | Me             | Gi             | Ve             | Sa             | Do             | Lu             | Ma             | Me             | Gi             | Ve             | Sa             | Do             | Lu             | Ma             | Me             | Gi             | Ve             | Sa             | Do             | Lu             | Ma             | Me             | Gi             | Ve             | Sa             | Do             | Lu             | Ma             | Me             | Gi             | Ve             |                |
| Settembre      | Sa             | Do             | Lu             | Ma             | Me             | Gi             | Ve             | Sa             | Do             | Lu             | Ma             | Me             | Gi             | Ve             | Sa             | Do             | Lu             | Ma             | Me             | Gi             | Ve             | Sa             | Do             | Lu             | Ma             | Me             | Gi             | Ve             | Sa             | Do             |                |                |
| Ottobre        | Lu             | Ma             | Me             | Gi             | Ve             | Sa             | Do             | Lu             | Ma             | Me             | Gi             | Ve             | Sa             | Do             | Lu             | Ma             | Me             | Gi             | Ve             | Sa             | Do             | Lu             | Ma             | Me             | Gi             | Ve             | Sa             | Do             | Lu             | Ma             | Me             |                |
| Novembre       | Gi             | Ve             | Sa             | Do             | Lu             | Ma             | Me             | Gi             | Ve             | Sa             | Do             | Lu             | Ma             | Me             | Gi             | Ve             | Sa             | Do             | Lu             | Ma             | Me             | Gi             | Ve             | Sa             | Do             | Lu             | Ma             | Me             | Gi             | Ve             |                |                |
| Dicembre       | Sa             | Do             | Lu             | Ma             | Me             | Gi             | Ve             | Sa             | Do             | Lu             | Ma             | Me             | Gi             | Ve             | Sa             | Do             | Lu             | Ma             | Me             | Gi             | Ve             | Sa             | Do             | Lu             | Ma             | Me             | Gi             | Ve             | Sa             | Do             | Lu             |                |